# Мачабели, Георгий Михайлович
Князь Георгий Михайлович Мачабели  (3 апреля 1862 — ?) — полковник, участник Первой мировой войны, временно командовал 13-м лейб-гренадерским Эриванским полком.

## Биография
Православный, родился 3 апреля 1862 года. Образование получил в Елисаветградской военной прогимназии. В службу вступил 19.08.1879. Окончил Тифлисское пехотное юнкерское училище. Выпущен в Грузинский 14-й гренадерский полк. Прапорщик (ст. 23.05.1883). Подпоручик (ст. 30.08.1884). Поручик (ст. 30.08.1888). Штабс-капитан (ст. 15.03.1896). Капитан (ст. 06.05.1900). Подполковник (ст. 26.02.1911). Командовал ротой (11 л. 8 м. 6 д.); батальоном (1 г. 25 д.). Участник Первой мировой войны. Полковник (пр. 19.03.1916; ст. 02.12.1914; за боевые отличия). Командовал (27.09.1916-1917) 13-м лейб-гренадерским Эриванским полком.

### Награды
- орден Св. Анны 3-й ст. (1903);
- орден Св. Станислава 2-й ст. (1905);
- Медаль «В память 300-летия царствования дома Романовых» (1913);
- орден Св. Анны 2-й ст. (ВП 16.05.1914; с 06.12.1913);
- мечи к Св. Анны 2-й ст. (ВП 11.09.1916);
- мечи и бант к Св. Анны 3-й ст. (ВП 11.09.1916);
- мечи к Св. Станислава 2-й ст. (ВП 11.09.1916);
- мечи и бант к Св. Станислава 3-й ст. (ВП 11.09.1916);
- орден Св. Владимира 3-й ст. с мечами (ПАФ 10.04.1917).
- Высочайшие благоволения: ВП 24.04.1916 (за боевые отличия). Пожалование старшинства: в чине Полковника с 02.12.1913 (ВП 23.05.1916; на осн. пр. по воен. вед. 1915 № 563, ст. 4, 5, 8).